# شرارة كهربائية

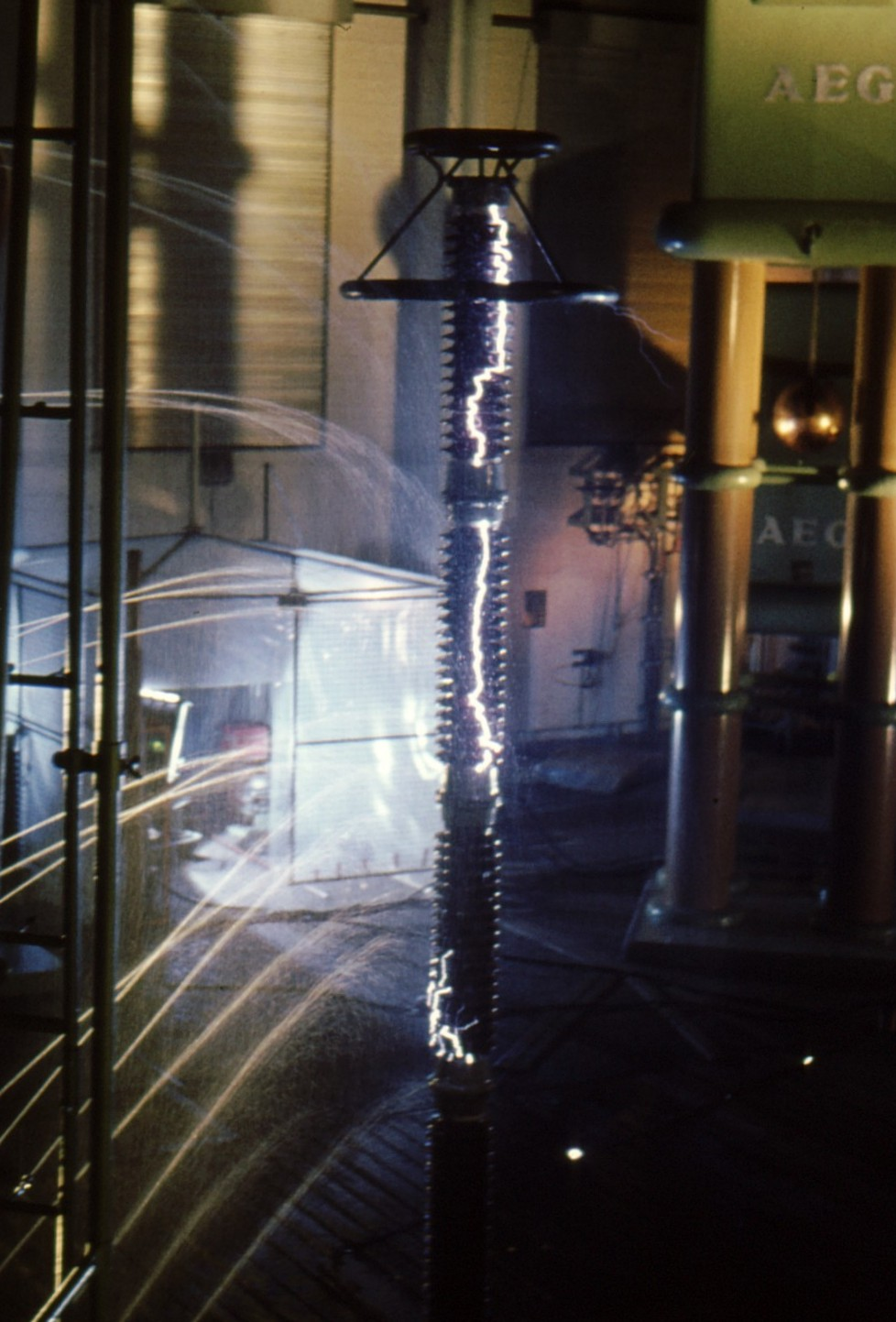
تفريغ على شكل شرارات كهربائية نتيجة جهد كعربائي مرتفع.

الشرارة الكهربائية هي عملية تفريغ كهربائي مفاجئة تظهر على شكل ضوء لقناة بلازما ناقلة للشحنات الكهربائية في وسط عازل مثل الهواء. غالباً ما تتشكل الشرارة الكهربائية لفترة قصيرة جداً، وذلك هوالوقت اللازم لحدوث التفريغ.
تتشكل الشارة الكهربائية نتيجة جهد كهربائي بين موصلين كهربائيين أو قطبين كهربائيين أو عن طريق الإلكترونات عند حدوث التأين بالصدم، وذلك عند تجاوز عتبة قانون باشن.
كان مايكل فاراداي من أوائل من وصف نشوء وشكل الشرارة الكهربائية.